# Martín Lorenzo Coria
Martín Lorenzo Coria (La Granja, 1861-Madrid, 1918) fue un periodista y escritor español.

## Biografía
Nacido el 12 de noviembre de 1861, era natural de La Granja, en la provincia de Segovia. Fue redactor de El Correo Español de Buenos Aires (1891), El Noticiero Universal de Barcelona (1894), La Correspondencia de España (1902) y director de El Globo y La Tribuna de Barcelona. También colaboró en Barcelona Cómica. Entre sus obras se contaron títulos como Ángel caído (Madrid, 1884), Luna de miel y Los vencidos (novela, 1899). Falleció en Madrid el 18 de junio de 1918 y fue enterrado el día siguiente en el cementerio de la Almudena.